# Minkey detektyw
Minkey detektyw (ang. Spymate) – amerykański film familiny z 2006 roku w reżyserii Roberta Vince'a.

## Opis fabuły
Mike (Chris Potter) porzucił życie szpiega, by zająć się córką Amelią (Emma Roberts). Jego partner, szympans Minkey, jest teraz gwiazdą cyrku. Mała i niezwykle uzdolniona Amelia opracowuje prototyp superświdra. Doktor Farley zaprasza ją na kongres do Japonii. Mike i Minkey odkrywają plany szalonego naukowca.

## Obsada
- Chris Potter jako Mike Muggins
- Richard Kind jako doktor Farley
- Michael Bailey Smith jako Hugo
- Musetta Vander jako doktor Amour
- Debra Jo Rupp jako Edith
- Emma Roberts jako Amelia
- Pat Morita jako Kiro
- Troy Yorke jako Lightning
- Kathryn Kirkpatrick jako Betty
- Taras Kostyuk jako Melmar
- Malcolm Scott jako Ernest
- Brittney Wilson jako Jules

i inni